# Fragmentos de um Filme Esmola, a Sagrada Família
Fragmentos de Um Filme Esmola, A Sagrada Família (1972 – 1977) é um filme português de longa-metragem da autoria de João César Monteiro.
Trata-se  de uma ficção caracterizada por uma irreverência provocatória, própria de toda a obra do autor, uma reflexão auto-biográfica em torno de um alter-ego, que será tema de filmes futuros. Monteiro alinha com o movimento do Novo Cinema português, iniciado nos anos sessenta. A obra é precedida por uma outra, uma longa-metragem falhada: Quem espera por sapatos de defunto.
O filme, produzido pela cooperativa Centro Português de Cinema, teve ante-estreia em 1975, no Congresso dos Escritores, em Lisboa e chamava-se, por essa altura, A Sagrada Família. O título definitivo, assim como a montagem final, datam de 1977.
Grande parte das sequências deste filme foram rodadas em espaços de um edifício de habitação na Rua da Ilha do Príncipe nº 7, em Lisboa, projectado pelo arquitecto Jorge Ferreira Chaves. Este lugar foi posteriormente usado como decors de outros filmes portugueses.

## Ficha sumária
- Argumento: João César Monteiro
- Textos de: Ésquilo, James Joyce, Francis Ponge, André Breton
- Diálogos: João César Monteiro
- Realização: João César Monteiro
- Produção: CPC – Centro Português de Cinema
- Financiamento: Fundação Calouste Gulbenkian
- Exteriores: Lisboa e Serra da Arrábida
- Rodagem: 1972 / 1973
- Formato: 16 mm p / b
- Género: ficção (comédia burlesca)
- Duração: 72 min.

## Sinopse
João Lucas é um fulano bizarro que quase nunca sai da cama, palco das suas brincadeiras com a filha, de melosas e intermináveis carícias com Maria, a esposa, que, de vez em quando, tem crises amorosas intensas e patéticas. As receitas domésticas são trazidas por ela, que trabalha numa fábrica alemã de chapéus-de-chuva.
O quotidiano é filmado em 8 mm pela filha do casal. O pé-de-meia de Maria é, por vontade de João, quase todo gasto nessa brincadeira. Mas ele está-se nas tintas. Num encontro de família em sua casa, imóvel, empoleirado num banco com uma máscara de porco, provoca o sogro, que o critica impiedosamente, enquanto a filha filma, passarinhando de um lado para o outro. Vai longe de mais o sogro com seus azedumes. O João explode, salta do banco e põe as visitas na rua.
Entretanto lá vai fazendo pela vida, sem nunca sair da cama: apaziguando a mulher, que se achega rastejando por entre as suas pernas, com místicas doçuras, cultivando estáticos prazeres do sexo. Maria insiste com o João, procurando dar vida à relação amorosa, mas em vão. Deseperada, saca de um revólver, descarrega o tambor no peito do marido, e desaparece deixando a filha a sós com o cadáver.
Todo este melodrama é preenchido com trechos magistrais de música clássica e ópera (João César Monteiro é um melómano e não perde uma oportunidade de mostrar isso nos filmes que faz), aqui entremeados com quadros estáticos em que longos monólogos são debitados por Maria ou por uma voz over (voz sobreposta à imagem) lendo passagens, num estilo recitado e monocórdico,  de textos literários célebres, prática corrente também em certos filmes de Manoel de Oliveira desde O Passado e o Presente, o primeiro filme produzido pelo Centro Português de Cinema, facto que não é simples coincidência.

## Enquadramento histórico
A par disso, filme esmola por ter sido feito com pouco dinheiro (cerca de 200 contos), o quinto produzido pelo CPC (Centro Português de Cinema), apoiado pela Fundação Calouste Gulbenkian, numa época ainda sob a vigência do Estado Novo. A lógica é esta: filme imperfeito, feito de fragmentos, de retalhos, de restos obtidos como esmola.
A bem calculada irreverência de Monteiro tanto nos actos da vida como do cinema será por certo bom investimento. Crítica social e arrojo formal, o desprezo pelo politicamente correcto, pelos equilibrados classicismos a que outros se vinculam na prática da vida e do cinema, são as apostas. A Dies Irae, ira de Deus, a mesma do João, em tema musical de Mozart, servirá às mil maravilhas para dar consistência às personagens e para explicar as opções ideológicas e formais do autor.
A família, bem social cultivado pelo fascismo, e as liberdades estéticas praticadas na Sétima Arte pelos adeptos da Nova Vaga, a que Monteiro adere com os seus colegas do CPC, em estilo bem pessoal, serão os motivos a que ele deita mão para realizar a obra. A abjecção, prática surrealista cultivada por André Breton e explorada no cinema por Luís Buñuel, servirá de tempero. Planos fixos constantes e uma narrativa desalinhada, quebrando os cânones clássicos da exposição convencional no cinema, farão o resto.
Sabe o astuto João que é por esse lado que lá chegará. Torna-se reincidente.

## Ficha artística
- Maria – Manuela de Freitas
- João Lucas – João Perry
- Criança – Catarina Coelho
- Esposa - Dalila Rocha
- Fernando Luso Soares
- Maria Clementina Monteiro
- José Gabriel Trindade Santos[13][14][15]

## Ficha técnica
- Realizador: João César Monteiro
- Assistentes de realização: Margarida Gil e Solveig Nordlund
- Anotadora: Quenina

Imagem
- Fotografia: Acácio de Almeida
- Chefe electricista: João Silva
- Electricista: Carlos Mena
- Adereços: João Luís

Som
- Director de som: João Diogo
- Locução: Luís Miguel Cintra
- Músicas: * Mozart e Stockhausen

Montagem
- João César Monteiro